# Landtagswahl in Niedersachsen 2022
- SPD: 57
- Grüne: 24
- CDU: 47
- AfD: 18

- Regierung: 81
- Opposition: 65

Die Wahl zum 19. Landtag von Niedersachsen fand am 9. Oktober 2022 statt.
Aus der Wahl ging die SPD trotz mäßiger Verluste als stärkste Partei hervor; die CDU verlor deutlich und kam auf das schlechteste niedersächsische Landtagswahlergebnis seit 1955. Bündnis 90/Die Grünen und AfD legten beide deutlich zu und erzielten jeweils ihr bestes Ergebnis. Die FDP verlor einen Drittel ihres Stimmenanteils und verfehlte knapp den Wiedereinzug in den Landtag. Die Wahlbeteiligung lag bei 60,3 %, was einen Rückgang zur Wahl 2017 (63,1 %) darstellte.
Durch das Wahlergebnis ergab sich eine Mehrheit für SPD und Grüne, sodass die bisherige rot-schwarze Koalition durch eine rot-grüne Regierung mit dem Kabinett Weil III abgelöst wurde.

## Wahlrecht

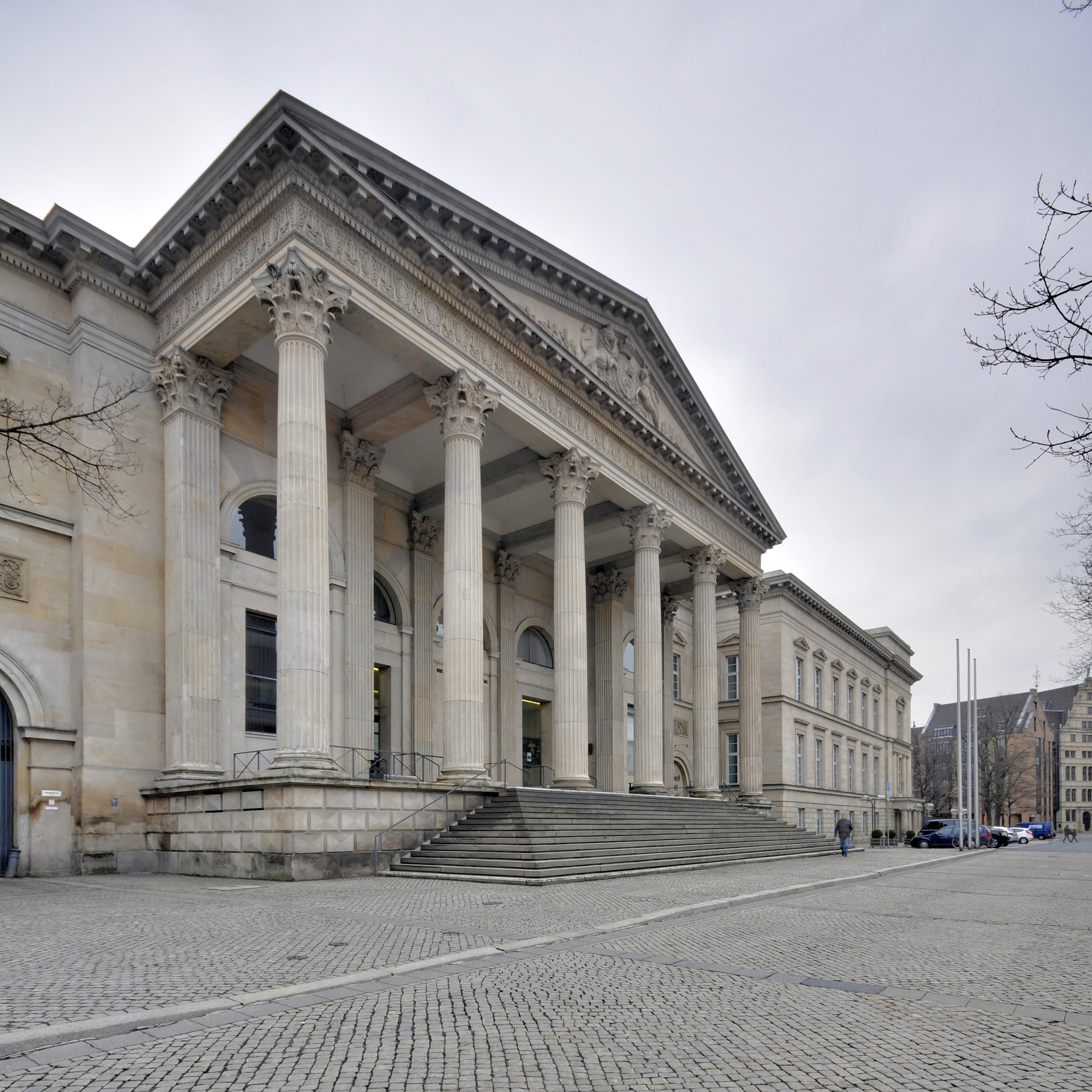
Sitz des Niedersächsischen Landtags im früheren Leineschloss

In jedem der 87 Wahlkreise ist der Bewerber mit den meisten Erststimmen gewählt. Die 135 Sitze im Landtag werden gemäß den Zweitstimmen nach dem D’Hondt-Verfahren proportional verteilt. Hierbei gilt eine Fünf-Prozent-Hürde. Erhält eine Partei mehr Sitze, als sie in den Wahlkreisen errungen hat, werden die restlichen über ihren Landeswahlvorschlag besetzt.
Erhält eine Partei in den Wahlkreisen mehr Sitze, als ihr nach dem Zweitstimmenanteil zustehen, so behält sie diese zusätzlichen Sitze (Überhangmandate) und die übrigen Parteien erhalten Ausgleichsmandate. Die Sitzzahl des Landtags wird über 135 hinaus angehoben um das Doppelte der Anzahl der Überhangmandate und die Sitzverteilung erneut nach dem D’Hondt-Verfahren berechnet. Sollten auch hiernach Überhangmandate vorhanden sein, bleiben sie ohne Ausgleich bestehen.

## Ausgangslage

### Vorherige Wahl 2017
Die SPD gewann an Stimmen hinzu und wurde mit 36,9 Prozent erstmals wieder seit 1998 stärkste Partei, gefolgt von der CDU mit 33,5 Prozent. Grüne und FDP verloren an Zustimmung, wurden aber erneut dritt- bzw. viertstärkste Kraft im Landtag. Die AfD erhielt beim erstmaligen Antreten 6,1 Prozent und zog in den 19. Landtag ein. Die Linke erhielt 4,6 Prozent und zog wegen der 5-%-Hürde nicht ein.
Durch die Verluste der Grünen verlor die rot-grüne Landesregierung ihre Mehrheit und wurde durch eine rot-schwarze Koalition (SPD und CDU) ersetzt. Stephan Weil blieb Ministerpräsident. Mit 105 von 137 Sitzen hatte diese Regierungskoalition die größte Parlamentsmehrheit aller 16 deutschen Landesregierungen.

### Im Landtag vertretene Fraktionen
Im Laufe der Legislaturperiode kam es durch Austritte aus Parteien oder Fraktionen zu Änderungen. Dies betraf vor allem die AfD, die im September 2020 durch mehrere Austritte den Fraktionsstatus verlor.
| Fraktion/Landesverband | Fraktion/Landesverband                      | Kurzbe- zeichnung | Wahl 2017 | Wahl 2017 | Sitze zuletzt |
| Fraktion/Landesverband | Fraktion/Landesverband                      | Kurzbe- zeichnung | Stimmen   | Sitze     | Sitze zuletzt |
| ---------------------- | ------------------------------------------- | ----------------- | --------- | --------- | ------------- |
|                        | Sozialdemokratische Partei Deutschlands     | SPD               | 36,9 %    | 55        | 54            |
|                        | Christlich Demokratische Union Deutschlands | CDU               | 33,6 %    | 50        | 50            |
|                        | Bündnis 90/Die Grünen                       | GRÜNE             | 08,7 %    | 12        | 11            |
|                        | Freie Demokratische Partei                  | FDP               | 07,5 %    | 11        | 11            |
|                        | Alternative für Deutschland                 | AfD               | 06,2 %    | 09        | —             |

## Parteien und Kandidaten
Parteien mussten bis zum 4. Juli 2022 ihre Teilnahme anzeigen. Sie mussten zur Zulassung ihrer Landesliste bis zum 1. August 2022 mindestens 2000 Unterstützerunterschriften beziehungsweise je 100 Unterstützungsunterschriften für jeden Kreiswahlvorschlag einreichen. Auch Einzelbewerber benötigen jeweils 100 Unterstützungsunterschriften. Davon ausgenommen sind Parteien, die in Bundes- oder Landtag vertreten sind oder auf die bei der letzten Bundestagswahl mindestens 5 Prozent der gültigen Stimmen in Niedersachsen entfielen.

### Spitzenkandidaten der im Landtag vertretenen Parteien

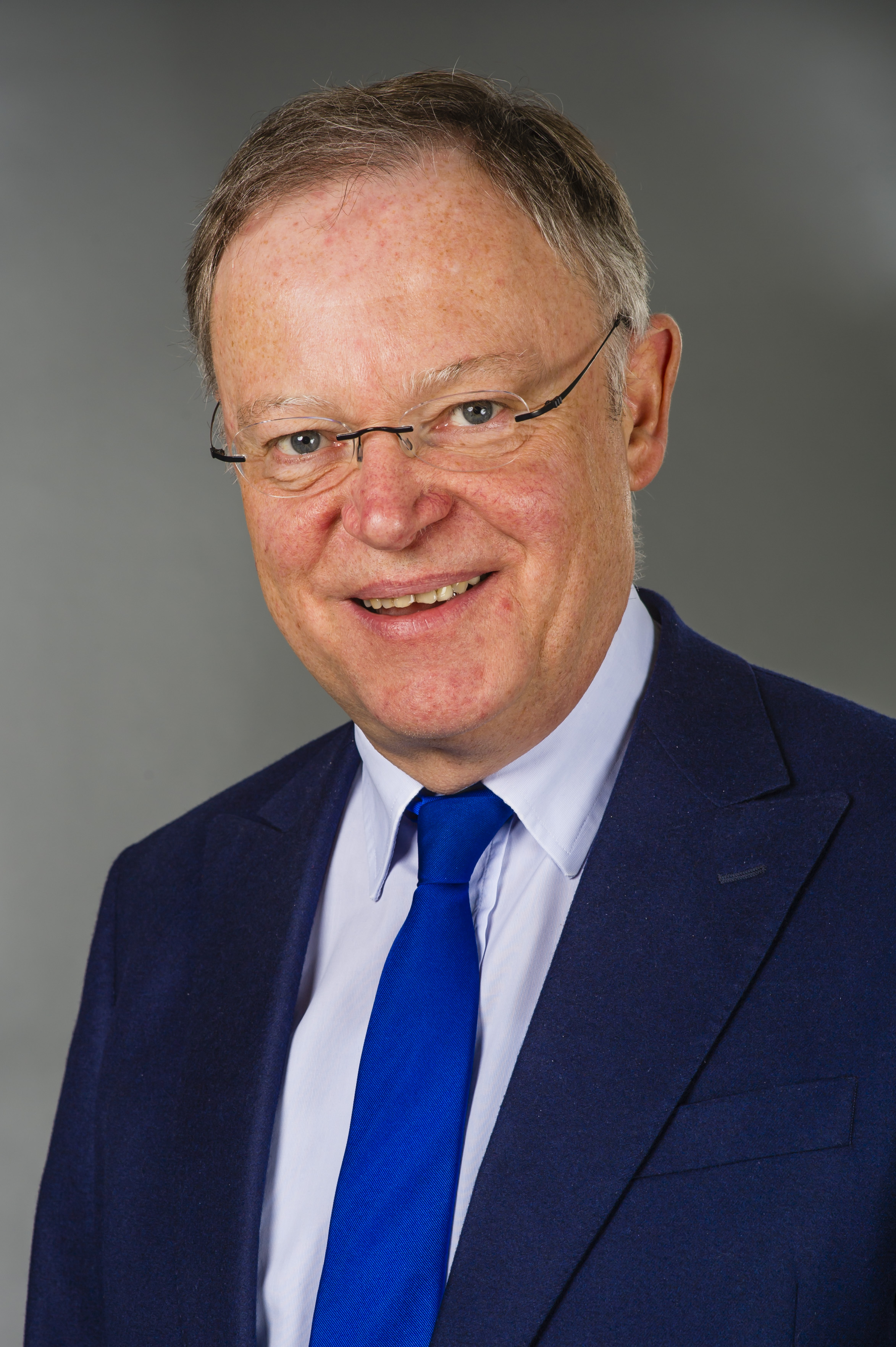
Stephan Weil (SPD)
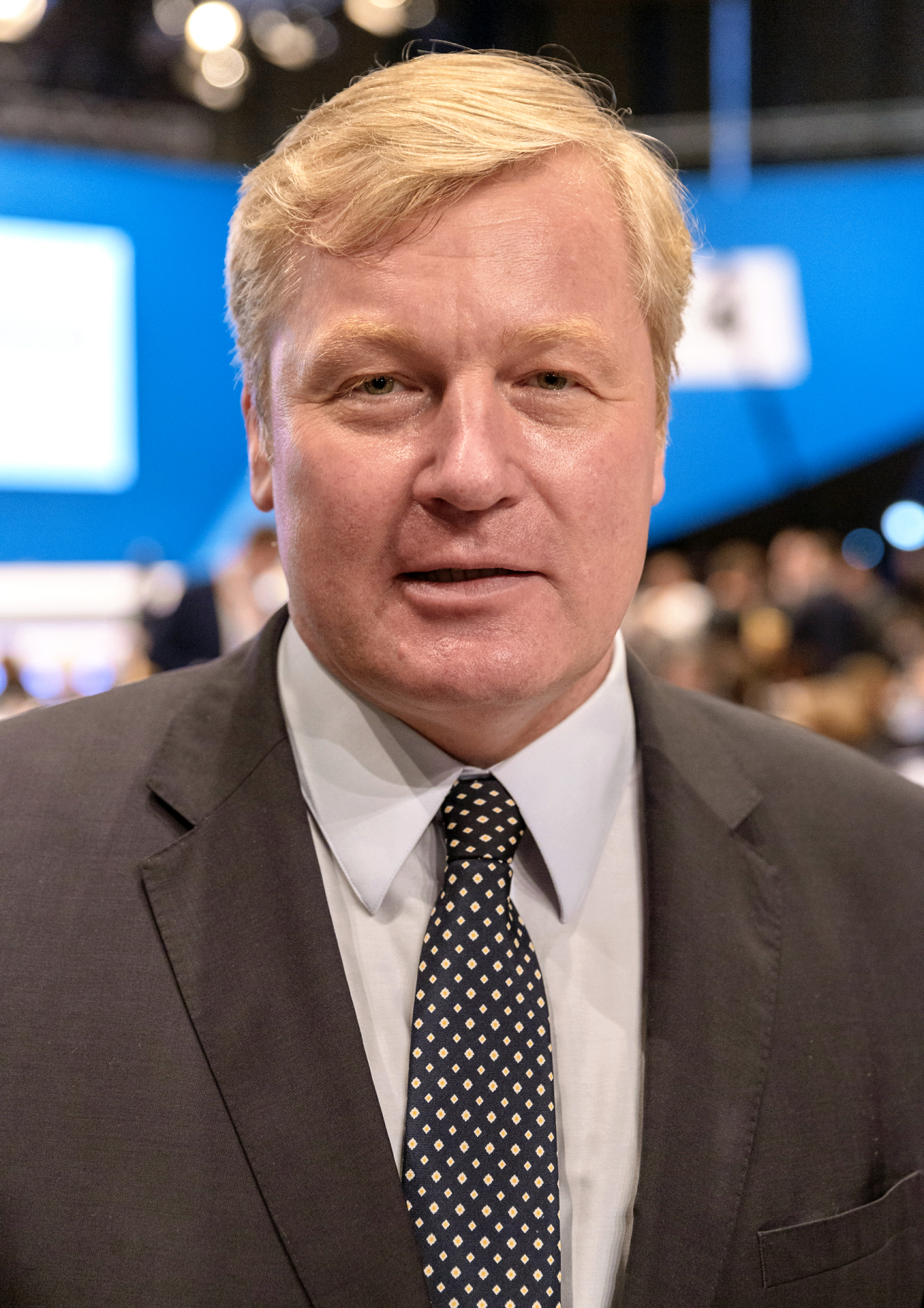
Bernd Althusmann[3] (CDU)
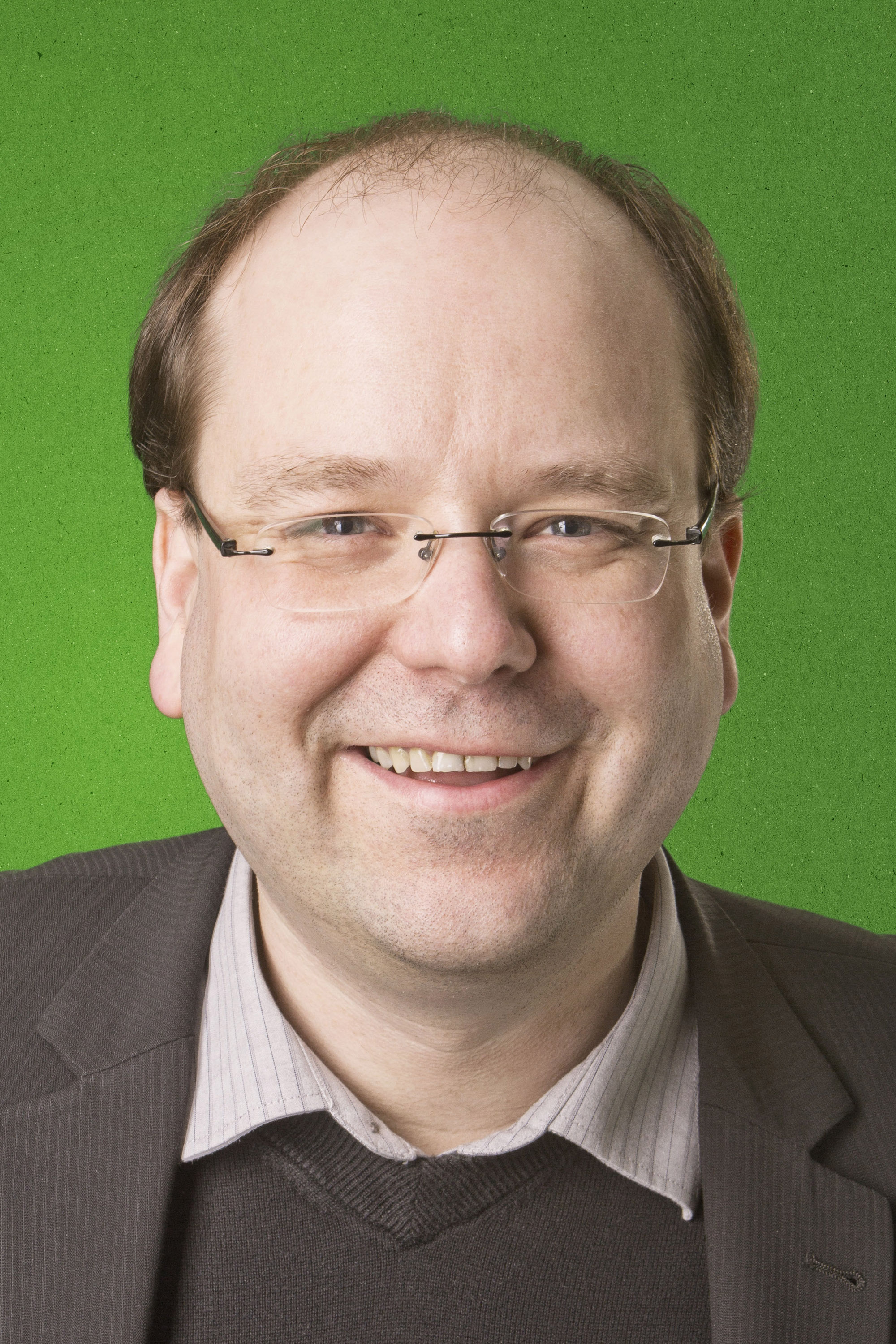
Christian Meyer[4] (Grüne)
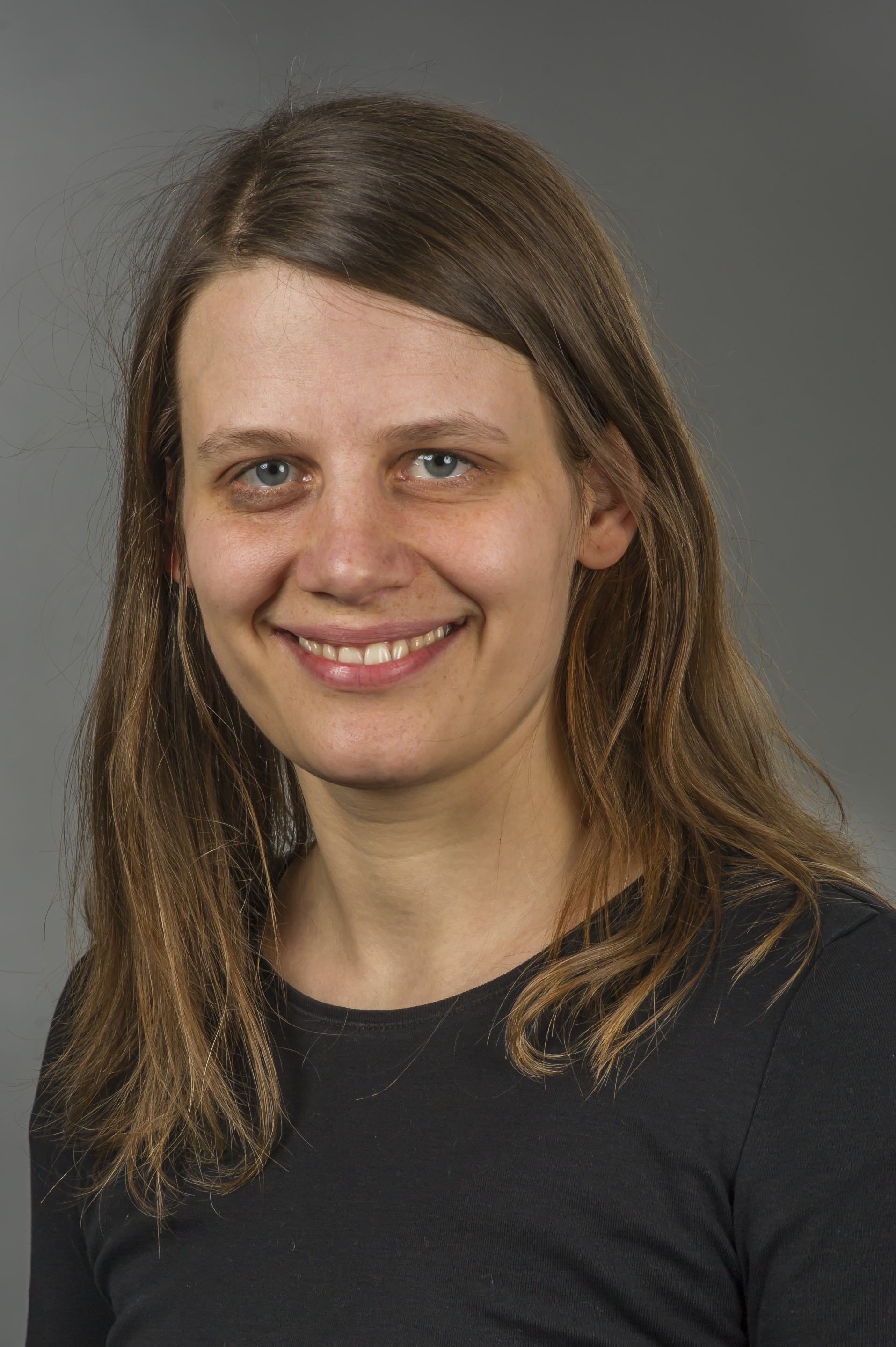
Julia Hamburg[4] (Grüne)
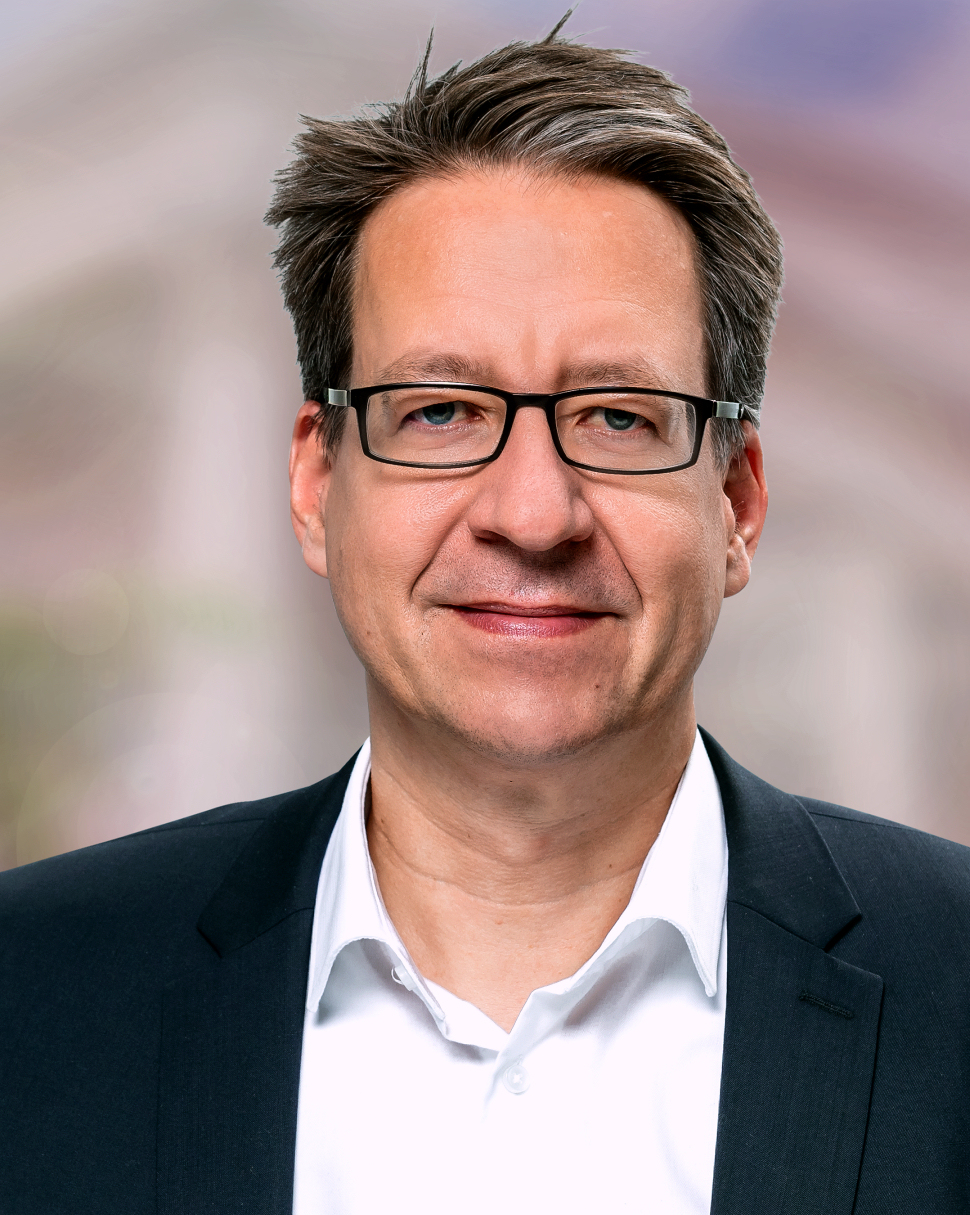
Stefan Birkner[5] (FDP)
Stefan Marzischewski-Drewes[6] (AfD)

### Parteien
Am 12. August 2022 ließ der Landeswahlausschuss die Landeswahlvorschläge von 14 Parteien zu. Außerdem kandidieren sieben Parteien nur in einzelnen Wahlkreisen und neun Einzelbewerber.
| Kürzel               | Partei                                                                                        | Erstplatzierter im Landeswahlvorschlag | Anzahl Bewerber    | Anzahl Bewerber         |
| Kürzel               | Partei                                                                                        | Erstplatzierter im Landeswahlvorschlag | Direkt- kandidaten | Landes- wahl- vorschlag |
| -------------------- | --------------------------------------------------------------------------------------------- | -------------------------------------- | ------------------ | ----------------------- |
| SPD                  | Sozialdemokratische Partei Deutschlands                                                       | Stephan Weil                           | 87                 | 100                     |
| CDU                  | Christlich Demokratische Union Deutschlands                                                   | Bernd Althusmann                       | 87                 | 126                     |
| Grüne                | Bündnis 90/Die Grünen                                                                         | Julia Hamburg                          | 87                 | 78                      |
| FDP                  | Freie Demokratische Partei                                                                    | Stefan Birkner                         | 87                 | 83                      |
| AfD                  | Alternative für Deutschland                                                                   | Stefan Marzischewski-Drewes            | 70                 | 23                      |
| Die Linke            | Die Linke.                                                                                    | Jessica Kaußen                         | 76                 | 16                      |
| dieBasis             | Basisdemokratische Partei Deutschland                                                         | Christian Bahr                         | 48                 | 23                      |
| Freie Wähler         | Freie Wähler                                                                                  | Arnold Hansen                          | 20                 | 22                      |
| Die Humanisten       | Partei der Humanisten                                                                         | Jim König                              | 3                  | 8                       |
| Die PARTEI           | Partei für Arbeit, Rechtsstaat, Tierschutz, Elitenförderung und basisdemokratische Initiative | Luca Schroeder                         | 13                 | 17                      |
| Gesundheitsforschung | Partei für Gesundheitsforschung                                                               | Wiebke Holst                           | –                  | 5                       |
| Tierschutzpartei     | Partei Mensch Umwelt Tierschutz                                                               | Susanne Berghoff                       | 4                  | 7                       |
| PIRATEN              | Piratenpartei Deutschland                                                                     | Thomas Ganskow                         | 7                  | 14                      |
| Volt                 | Volt Deutschland                                                                              | Emine Tunç                             | 14                 | 17                      |
| ÖDP                  | Ökologisch-Demokratische Partei                                                               | –                                      | 3                  | –                       |
| SGV                  | SGV – Solidarität, Gerechtigkeit, Veränderung                                                 | –                                      | 2                  | –                       |
| Bündnis C            | Bündnis C – Christen für Deutschland                                                          | –                                      | 1                  | –                       |
| Zentrum              | Deutsche Zentrumspartei                                                                       | –                                      | 1                  | –                       |
| –                    | Die Friesen                                                                                   | –                                      | 1                  | –                       |
| sonstige             | Die Sonstigen Niedersachsen X                                                                 | –                                      | 1                  | –                       |
| HAIE                 | Die Haie – Partei mit Biss                                                                    | –                                      | 1                  | –                       |
| –                    | Einzelbewerber                                                                                | –                                      | 9                  | –                       |

## Umfragen

### Sonntagsfrage
| \| Institut \| Datum \| SPD \| CDU \| Grüne \| FDP \| AfD \| Linke \| Sonst. \| \| ------------------- \| ---------- \| ---- \| ---- \| ----- \| ---- \| ---- \| ----- \| ------ \| \| Infratest dimap[10] \| 19.11.2021 \| 36 % \| 23 % \| 16 % \| 10 % \| 7 % \| 3 % \| 5 % \| \| INSA[10] \| 21.10.2021 \| 39 % \| 19 % \| 13 % \| 12 % \| 7 % \| 5 % \| 5 % \| \| Allensbach[10] \| 20.10.2021 \| 34 % \| 26 % \| 15 % \| 10 % \| 7 % \| 4 % \| 4 % \| \| INSA[10] \| 11.05.2021 \| 29 % \| 26 % \| 20 % \| 9 % \| 7 % \| 5 % \| 4 % \| \| INSA[10] \| 30.03.2021 \| 30 % \| 26 % \| 18 % \| 9 % \| 7 % \| 4 % \| 6 % \| \| Allensbach[10] \| 11.03.2021 \| 27 % \| 33 % \| 20 % \| 5 % \| 6 % \| 5 % \| 4 % \| \| INSA[10] \| 08.11.2020 \| 27 % \| 34 % \| 18 % \| 6 % \| 6 % \| 5 % \| 4 % \| \| Infratest dimap[10] \| 15.10.2020 \| 27 % \| 35 % \| 20 % \| 4 % \| 6 % \| 5 % \| 3 % \| \| Forsa[10] \| 04.06.2020 \| 30 % \| 32 % \| 16 % \| 5 % \| 5 % \| 6 % \| 6 % \| \| Forsa[10] \| 11.02.2019 \| 28 % \| 30 % \| 17 % \| 7 % \| 8 % \| 5 % \| 5 % \| \| Infratest dimap[10] \| 22.11.2018 \| 26 % \| 28 % \| 24 % \| 6 % \| 9 % \| 4 % \| 3 % \| \| INSA[10] \| 21.11.2018 \| 26 % \| 27 % \| 17 % \| 10 % \| 12 % \| 5 % \| 3 % \| \| Forsa[10] \| 25.02.2018 \| 33 % \| 33 % \| 10 % \| 8 % \| 6 % \| 6 % \| 4 % \| |            |      |      |       |      |      |       |        |
| Institut | Datum      | SPD  | CDU  | Grüne | FDP  | AfD  | Linke | Sonst. |
| Infratest dimap | 19.11.2021 | 36 % | 23 % | 16 %  | 10 % | 7 %  | 3 %   | 5 %    |
| INSA | 21.10.2021 | 39 % | 19 % | 13 %  | 12 % | 7 %  | 5 %   | 5 %    |
| Allensbach | 20.10.2021 | 34 % | 26 % | 15 %  | 10 % | 7 %  | 4 %   | 4 %    |
| INSA | 11.05.2021 | 29 % | 26 % | 20 %  | 9 %  | 7 %  | 5 %   | 4 %    |
| INSA | 30.03.2021 | 30 % | 26 % | 18 %  | 9 %  | 7 %  | 4 %   | 6 %    |
| Allensbach | 11.03.2021 | 27 % | 33 % | 20 %  | 5 %  | 6 %  | 5 %   | 4 %    |
| INSA | 08.11.2020 | 27 % | 34 % | 18 %  | 6 %  | 6 %  | 5 %   | 4 %    |
| Infratest dimap | 15.10.2020 | 27 % | 35 % | 20 %  | 4 %  | 6 %  | 5 %   | 3 %    |
| Forsa | 04.06.2020 | 30 % | 32 % | 16 %  | 5 %  | 5 %  | 6 %   | 6 %    |
| Forsa | 11.02.2019 | 28 % | 30 % | 17 %  | 7 %  | 8 %  | 5 %   | 5 %    |
| Infratest dimap | 22.11.2018 | 26 % | 28 % | 24 %  | 6 %  | 9 %  | 4 %   | 3 %    |
| INSA | 21.11.2018 | 26 % | 27 % | 17 %  | 10 % | 12 % | 5 %   | 3 %    |
| Forsa | 25.02.2018 | 33 % | 33 % | 10 %  | 8 %  | 6 %  | 6 %   | 4 %    |

| Institut        | Datum      | SPD  | CDU  | Grüne | FDP  | AfD  | Linke | Sonst. |
| --------------- | ---------- | ---- | ---- | ----- | ---- | ---- | ----- | ------ |
| Infratest dimap | 19.11.2021 | 36 % | 23 % | 16 %  | 10 % | 7 %  | 3 %   | 5 %    |
| INSA            | 21.10.2021 | 39 % | 19 % | 13 %  | 12 % | 7 %  | 5 %   | 5 %    |
| Allensbach      | 20.10.2021 | 34 % | 26 % | 15 %  | 10 % | 7 %  | 4 %   | 4 %    |
| INSA            | 11.05.2021 | 29 % | 26 % | 20 %  | 9 %  | 7 %  | 5 %   | 4 %    |
| INSA            | 30.03.2021 | 30 % | 26 % | 18 %  | 9 %  | 7 %  | 4 %   | 6 %    |
| Allensbach      | 11.03.2021 | 27 % | 33 % | 20 %  | 5 %  | 6 %  | 5 %   | 4 %    |
| INSA            | 08.11.2020 | 27 % | 34 % | 18 %  | 6 %  | 6 %  | 5 %   | 4 %    |
| Infratest dimap | 15.10.2020 | 27 % | 35 % | 20 %  | 4 %  | 6 %  | 5 %   | 3 %    |
| Forsa           | 04.06.2020 | 30 % | 32 % | 16 %  | 5 %  | 5 %  | 6 %   | 6 %    |
| Forsa           | 11.02.2019 | 28 % | 30 % | 17 %  | 7 %  | 8 %  | 5 %   | 5 %    |
| Infratest dimap | 22.11.2018 | 26 % | 28 % | 24 %  | 6 %  | 9 %  | 4 %   | 3 %    |
| INSA            | 21.11.2018 | 26 % | 27 % | 17 %  | 10 % | 12 % | 5 %   | 3 %    |
| Forsa           | 25.02.2018 | 33 % | 33 % | 10 %  | 8 %  | 6 %  | 6 %   | 4 %    |

### Direktwahl Ministerpräsident
| Institut                | Datum      | Stephan Weil (SPD) | Bernd Althusmann (CDU) | weiß nicht / keiner |
| ----------------------- | ---------- | ------------------ | ---------------------- | ------------------- |
| Forschungsgruppe Wahlen | 30.09.2022 | 51 %               | 24 %                   | 25 %                |
| Infratest dimap         | 29.09.2022 | 50 %               | 28 %                   | 22 %                |
| Infratest dimap         | 22.09.2022 | 49 %               | 27 %                   | 24 %                |
| Infratest dimap         | 31.08.2022 | 50 %               | 27 %                   | 23 %                |
| Infratest dimap         | 06.07.2022 | 52 %               | 22 %                   | 26 %                |
| Forsa                   | 03.05.2022 | 38 %               | 13 %                   | —                   |
| Infratest dimap         | 19.11.2021 | 59 %               | 21 %                   | 20 %                |
| Allensbach              | 20.10.2021 | 41 %               | 16 %                   | 43 %                |
| Infratest dimap         | 15.10.2020 | 57 %               | 23 %                   | 20 %                |
| Forsa                   | 04.06.2020 | 55 %               | 14 %                   | 31 %                |
| Infratest dimap         | 22.11.2018 | 53 %               | 26 %                   | 21 %                |

## Ergebnis

Erststimmenmehrheit in den Wahlkreisen (rot = SPD, schwarz = CDU, grün = Grüne)

Das Landesergebnis wurde am 20. Oktober 2022 vom Landeswahlausschuss festgestellt:
| Listen                                                         | Listen               | Erststimmen | Erststimmen | Erststimmen | Zweitstimmen | Zweitstimmen | Zweitstimmen | Mandate Gesamt |
| Listen                                                         | Listen               | Stimmen     | %           | Mandate     | Stimmen      | %            | Mandate      | Mandate Gesamt |
| -------------------------------------------------------------- | -------------------- | ----------- | ----------- | ----------- | ------------ | ------------ | ------------ | -------------- |
|                                                                | SPD                  | 1.235.941   | 34,2        | 57          | 1.211.447    | 33,4         | 0            | 57             |
|                                                                | CDU                  | 1.148.009   | 31,8        | 27          | 1.017.304    | 28,1         | 20           | 47             |
|                                                                | Grüne                | 522.212     | 14,5        | 3           | 526.940      | 14,5         | 21           | 24             |
|                                                                | AfD                  | 321.140     | 8,9         | 0           | 396.844      | 11,0         | 18           | 18             |
|                                                                | FDP                  | 160.798     | 4,5         | —           | 170.303      | 4,7          | —            | —              |
|                                                                | Die Linke            | 107.328     | 3,0         | —           | 98.586       | 2,7          | —            | —              |
|                                                                | Tierschutzpartei     | 3.497       | 0,1         | —           | 53.140       | 1,5          | —            | —              |
|                                                                | dieBasis             | 45.287      | 1,3         | —           | 36.599       | 1,0          | —            | —              |
|                                                                | Die PARTEI           | 13.316      | 0,4         | —           | 34.160       | 0,9          | —            | —              |
|                                                                | Freie Wähler         | 29.289      | 0,8         | —           | 30.457       | 0,8          | —            | —              |
|                                                                | Volt                 | 7.377       | 0,2         | —           | 16.663       | 0,5          | —            | —              |
|                                                                | PIRATEN              | 3.294       | 0,1         | —           | 14.242       | 0,4          | —            | —              |
|                                                                | Gesundheitsforschung | –           | –           | —           | 10.673       | 0,3          | —            | —              |
|                                                                | Die Humanisten       | 603         | 0,0         | —           | 6.528        | 0,2          | —            | —              |
|                                                                | Zentrum              | 1.908       | 0,1         | —           | –            | –            | —            | —              |
|                                                                | SGV                  | 837         | 0,0         | —           | –            | –            | —            | —              |
|                                                                | HAIE                 | 691         | 0,0         | —           | –            | –            | —            | —              |
|                                                                | Die Friesen          | 587         | 0,0         | —           | –            | –            | —            | —              |
|                                                                | ÖDP                  | 526         | 0,0         | —           | –            | –            | —            | —              |
|                                                                | Bündnis C            | 233         | 0,0         | —           | –            | –            | —            | —              |
|                                                                | sonstige (Partei)    | 190         | 0,0         | —           | –            | –            | —            | —              |
|                                                                | Einzelbewerber       | 6.329       | 0,2         | —           | –            | –            | —            | —              |
| Gesamt                                                         | Gesamt               | 3.609.392   | 100         | 87          | 3.623.886    | 100          | 59           | 146            |
|                                                                |                      |             |             |             |              |              |              |                |
| Ungültige Stimmen                                              | Ungültige Stimmen    | 48.575      | 1,3         |             | 34.081       | 0,9          |              |                |
| Wähler                                                         | Wähler               | 3.657.967   | 60,3        |             | 3.657.967    | 60,3         |              |                |
| Wahlberechtigte                                                | Wahlberechtigte      | 6.064.738   |             |             | 6.064.738    |              |              |                |
|                                                                |                      |             |             |             |              |              |              |                |
| Quellen: Landesamt für Statistik Niedersachsen: Stimmen, Sitze |                      |             |             |             |              |              |              |                |

Zweitstimmenergebnisse der SPD
Zweitstimmenergebnisse der CDU
Zweitstimmenergebnisse der Grüne
Zweitstimmenergebnisse der AfD

## Regierungsbildung
| Koalitionsoption                   | Sitze |
| ---------------------------------- | ----- |
| Zweidrittelmehrheit (ab 98 Sitzen) |       |
| CDU, SPD                           | 104   |
| Absolute Mehrheit (ab 74 Sitzen)   |       |
| SPD, Grüne                         | 081   |

Sowohl die SPD als auch die Grünen favorisierten bereits vor der Wahl eine rot-grüne Koalition, wie es sie in Niedersachsen bereits von 2013 bis 2017 gegeben hatte. Nachdem diese Option im neu besetzten Landtag eine Mehrheit erhalten hatte, nahmen die beiden Parteien rasch Koalitionsgespräche auf, welche Anfang November zu einem gemeinsamen Koalitionsvertrag führten. Am 8. November 2022 wurde Stephan Weil im Landtag erneut zum Ministerpräsidenten gewählt; dem Kabinett Weil III gehörten darüber hinaus sechs Minister der SPD und vier Minister aus den Reihen der Grünen an.